# Pellenes logunovi
Pellenes logunovi är en spindelart som beskrevs av Marusik, Hippa, Kopponen 1996. Pellenes logunovi ingår i släktet Pellenes och familjen hoppspindlar. Inga underarter finns listade i Catalogue of Life.